# Serra do Itapirapuã (São Paulo)
A serra do Itapirapuã é uma cadeia montanhosa do município de Bom Sucesso de Itararé, no estado de São Paulo, no Brasil.

## Etimologia
"Itapirapuã" é originário do tupi antigo itabyrapu'a, que significa "pedra levantada redonda", através da justaposição dos termos itá (pedra), byr (levantada) e apu'a (redonda).